# Яковлівська сільська рада (Роздільнянський район)
Я́ковлівська сільська́ ра́да (у минулому — Мар'янівська сільська рада) — колишня адміністративно-територіальна одиниця та орган місцевого самоврядування в Роздільнянському районі (поділ 1930-2020) Одеської області. Адміністративний центр — село Яковлівка.
Дата ліквідації АТО — 25 жовтня 2020 року.

## Загальні відомості
Яковлівська сільська рада була утворена в 1926 році.
- Територія ради: 70,511 км²
- Населення ради: 1 683 особи (станом на 2001 рік)
- Територією ради протікала річка Кучурган

## Історія
Щоб поліпшити адміністративно-територіальну побудову районів області й наблизити сільради та колгоспи до районного центру, в 1935 році Мар'янівську сільську раду Гросулівського району перерахували до Роздільнянського.
Станом на 1 вересня 1946 року до складу Мар'янівської сільської ради входили: с. Лучинське, с. Мар'янівка, с. Юрівка, с. Яковлівка, х. Бессарабка, х. Дружка.
На 1 травня 1967 року Яковлівська сільська рада мала сучасний склад населених пунктів. На території сільради був колгосп «40 років Жовтня» (господарський центр — Яковлівка).
Відповідно до розпорядження КМУ № 623-р від 27 травня 2020 року «Про затвердження перспективного плану формування територій громад Одеської області» Яковлівська сільська рада разом ще з 3 сільрадами району ввійшла до складу Степанівської сільської громади Роздільнянського району.

## Населені пункти
Сільській раді були підпорядковані населені пункти:
- с. Яковлівка
- с. Ангелінівка
- с-ще Дружба
- с. Розалівка
- с. Широке

## Населення
Згідно з переписом УРСР 1989 року чисельність наявного населення сільської ради становила 1616 осіб, з яких 717 чоловіків та 899 жінок.
За переписом населення України 2001 року в сільській раді мешкало 1680 осіб.

### Мова
Розподіл населення за рідною мовою за даними перепису 2001 року:
| Мова       | Відсоток |
| ---------- | -------- |
| українська | 89,84 %  |
| російська  | 7,66 %   |
| молдовська | 1,72 %   |
| болгарська | 0,48 %   |
| білоруська | 0,06 %   |
| інші       | 0,24 %   |

## Склад ради
Рада складалась з 16 депутатів та голови.
- Голова ради:

### Керівний склад попередніх скликань
| Прізвище, ім'я, по батькові        | Основні відомості                                    | Дата обрання | Дата звільнення |
| ---------------------------------- | ---------------------------------------------------- | ------------ | --------------- |
| Павличенко Валентина Станіславівна | Сільський голова, 1955 року народження, позапартійна | 26.03.2006   | 31.10.2010      |

Примітка: таблиця складена за даними сайту Верховної Ради України

### Депутати
За результатами місцевих виборів 2010 року депутатами ради стали:

#### За суб'єктами висування
| Суб'єкт висування | Кількість обраних депутатів | %    |
| ----------------- | --------------------------- | ---- |
| Партія регіонів   | 9                           | 56,3 |
| Самовисування     | 7                           | 43,8 |

#### За округами
| № округу        | Прізвище, ім'я, по батькові    | Дата визнання обраним | Освіта  | Партійна приналежність | Відомості про обраного депутата                       |
| --------------- | ------------------------------ | --------------------- | ------- | ---------------------- | ----------------------------------------------------- |
| Партія регіонів |                                |                       |         |                        |                                                       |
| 2               | Щербатюк Наталія Олексіївна    | 10.11.2010            | вища    | член Партії регіонів   | загальноосвітня школа І-III ст. с. Яковлівка, вчитель |
| 4               | Очереднова Ольга Йосипівна     | 10.11.2010            | вища    | член Партії регіонів   | Яковлівська сільська рада, секретар                   |
| 6               | Луцька Єфросинія Михайлівна    | 10.11.2010            | вища    | член Партії регіонів   | тимчасово не працює                                   |
| 10              | Юрченко Ольга Анатоліївна      | 10.11.2010            | середня | член Партії регіонів   | приватний підприємець, перукар                        |
| 11              | Златогурська Наталія Василівна | 10.11.2010            | середня | позапартійна           | Мар'янівська АСМ, медична сестра                      |
| 12              | Кеслер Валерій Анатолійович    | 10.11.2010            | середня | член Партії регіонів   | фермерське господарство «Вікторія», тракторист        |
| 13              | Черпак Григорій Петрович       | 10.11.2010            | середня | позапартійний          | ПЧ −2 Роздільнянської дистанції колії, монтер колії   |
| 15              | Козлова Тетяна Аркадіївна      | 10.11.2010            | середня | член Партії регіонів   | Мар'янівська АСМ, медична сестра                      |
| 16              | Щербатюк Людмила Миколаївна    | 10.11.2010            | середня | позапартійна           | тимчасово не працює                                   |
| Самовисування   |                                |                       |         |                        |                                                       |
| 1               | Гурик Алла Володимирівна       | 10.11.2010            | середня | позапартійна           | тимчасово не працює                                   |
| 3               | Литвинюк Світлана Анатоліївна  | 10.11.2010            | вища    | член Партії регіонів   | дошкільний навчальний заклад «Пролісок», завідувачка  |
| 5               | Царенко Наталія Валентинівна   | 10.11.2010            | середня | позапартійна           | приватний підприємець                                 |
| 7               | Дацюк Ольга Євгенівна          | 10.11.2010            | вища    | позапартійна           | дошкільний навчальний заклад «Пролісок», вихователь   |
| 8               | Костюк Віталій Станіславович   | 10.11.2010            | вища    | позапартійний          | СТОВ «Нива», головний агроном                         |
| 9               | Армаш Наталія Миколаївна       | 10.11.2010            | середня | позапартійна           | тимчасово не працює                                   |
| 14              | Шевченко Світлана Олексіївна   | 10.11.2010            | середня | позапартійна           | Марківський фельдшерсько-акушерський пункт, фельдшер  |